# تردد مرتفع

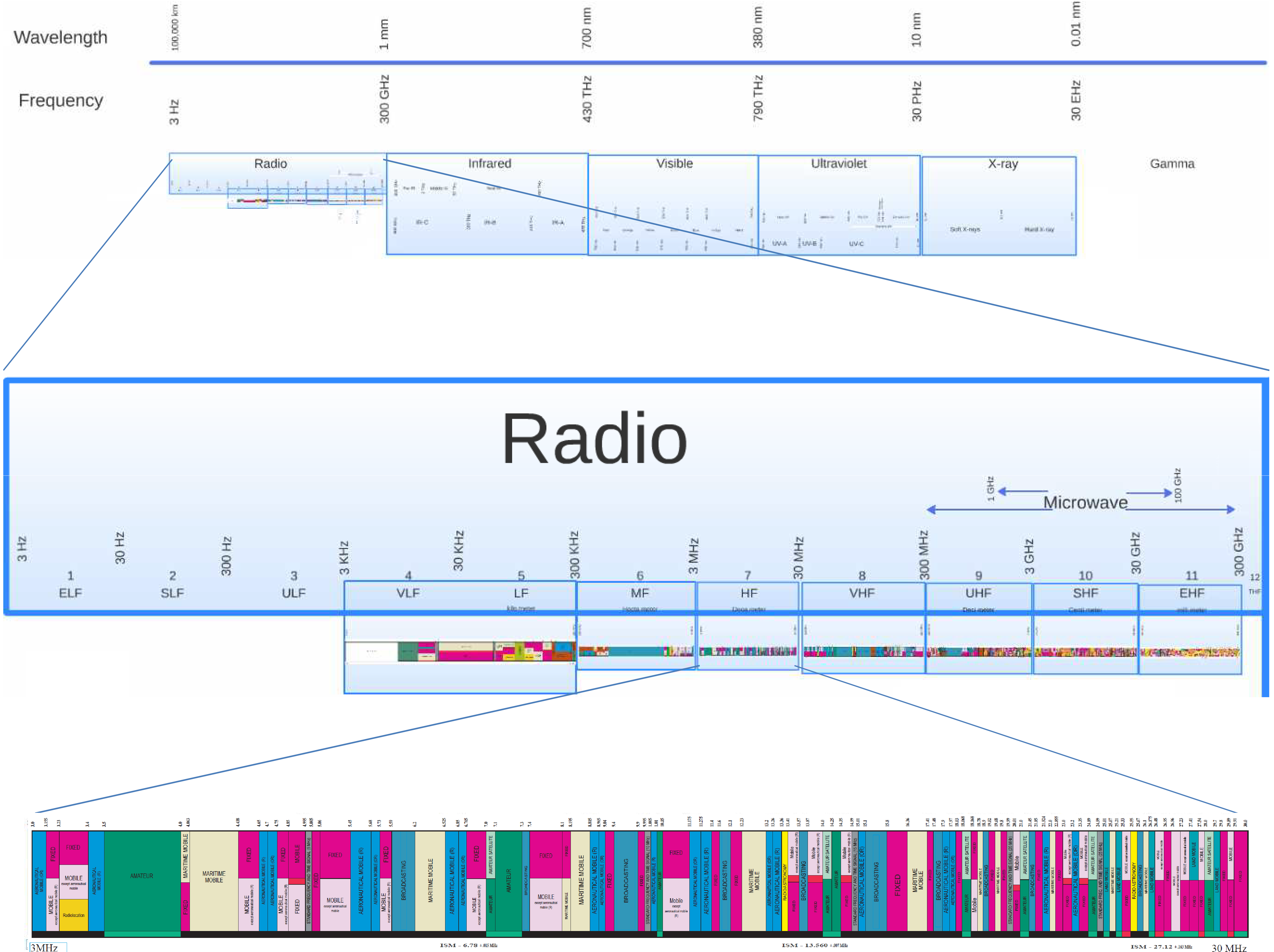
خريطة التردد المرتفع في الطّيف الكهرمغناطيسي.

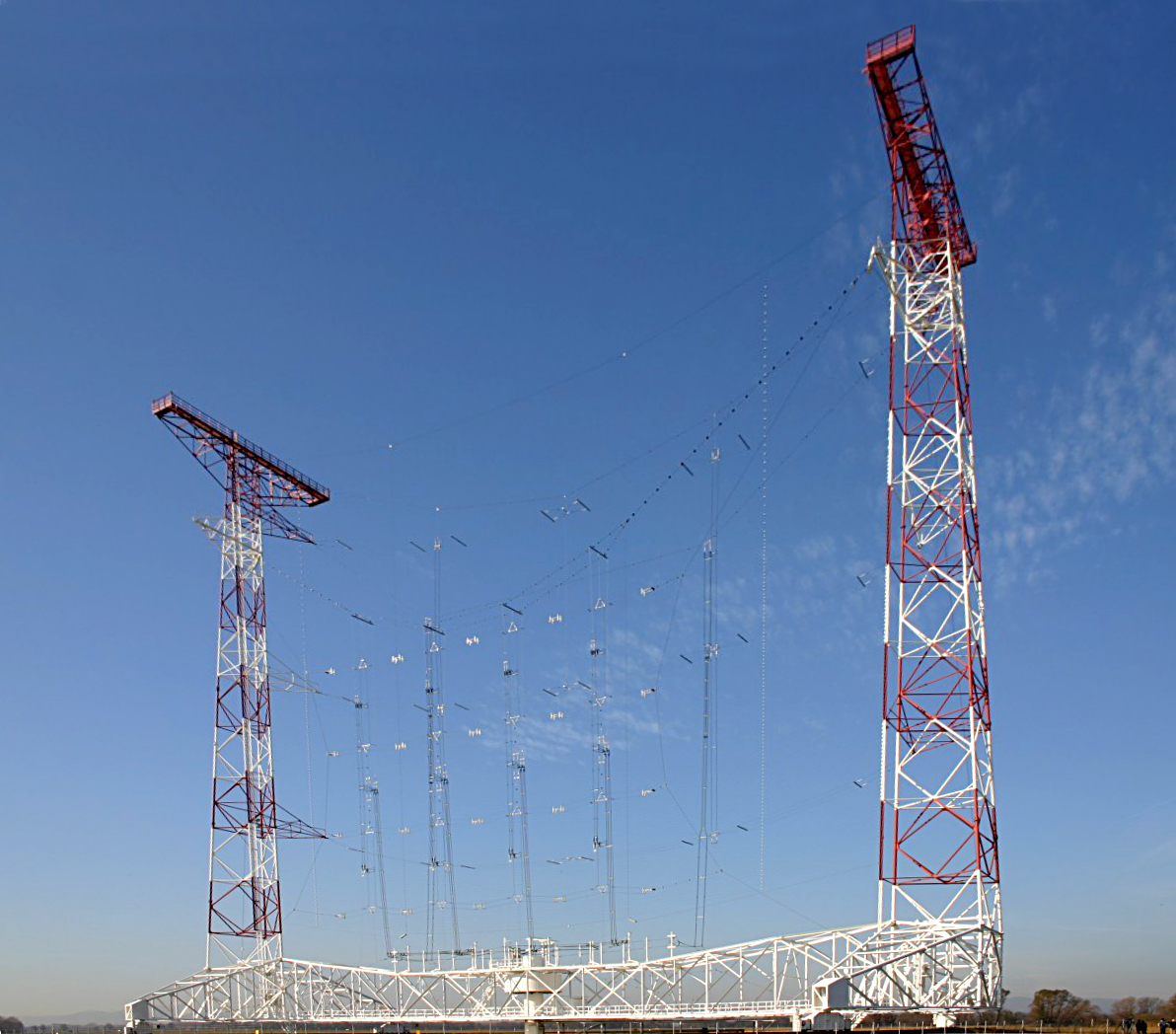
هوائي ترددات مرتفعة.

التردد المرتفع (بالإنجليزية: high frequency) اختصاراً HF، هو تسمية الاتحاد الدولي للاتصالات لنطاق الموجات الكهرومغناطيسية للترددات الراديوية (الموجات الراديوية) بين 3 و30 ميغا هرتز (MHz). يُعرف أيضًا باسم النطاق العشري أو الموجة العشرية إذ تتراوح الأطوال الموجية للنطاق من 1 إلى 10 ديكامتر (من عشرة إلى مئة متر). يُشار إلى الترددات الأقل مباشرة من التردد العالي بالترددات المتوسطة إم إف (MF)، بينما يُعرف النطاق التالي للترددات العالية باسم النطاق عالي التردد جدًا في إيتش إف (VHF). يعد النطاق عالي التردد جزءًا رئيسيًا من نطاق الموجات القصيرة للترددات، لذا يُطلق على الاتصال عند هذه الترددات اسم راديو الموجة القصيرة. لأن الموجات الراديوية في هذا النطاق يمكن أن تنعكس عن الغلاف المتأين في الغلاف الجوي إلى الأرض، وهي طريقة تعرف بانتشار «القفزة» أو «الموجة السماوية»، هذه الترددات مناسبة للاتصال لمسافات طويلة عبر مسافات عابرة للقارات وللتضاريس الجبلية التي تمنع الاتصال عن طريق انتشار خط البصر. تستخدم المحطات الإذاعية الدولية بالموجات القصيرة هذا النطاق (2.31-25.82 ميجاهرتز)، ويُستخدم أيضًا في الاتصالات الجوية وفي محطات التوقيت الحكومية ومحطات الطقس وراديو الهواة وخدمات نطاق المواطنين بالإضافة إلى استخدامات أخرى.

## خصائص الانتشار
الوسيلة السائدة للاتصال لمسافات طويلة في هذا النطاق هي طريقة انتشار الموجة السماوية («القفزة»)، التي تنكسر فيها الموجات الراديوية الموجهة بزاوية إلى السماء عن طبقات من الذرات متأينة في الغلاف المتأين عائدة إلى الأرض. بهذه الطريقة، يمكن أن تنتقل الموجات الراديوية عالية التردد إلى ما وراء الأفق، حول انحناء الأرض، ويمكن استقبالها على مسافات عابرة للقارات. لكن ملاءمة هذا الجزء من الطيف الترددي لمثل هذا النوع من الاتصال تختلف اختلافًا كبيرًا وفقًا لمجموعة معقدة من العوامل:
- ضوء الشمس/الظلام في موقع الإرسال والاستقبال
- قرب المرسل/المستقبل من خط الغلس الشمسي
- الموسم
- دورة البقع الشمسية
- النشاط الشمسي
- الشفق القطبي

في أي وقت من الأوقات، تُحدد الترددات التي يمكن إجراء الاتصال بها بالنسبة لمسار اتصال «تخطي» معين بين نقطتين بواسطة هذه المعلمات
أقصى تردد قابل للاستخدام إم يو إف (MUF)
أدنى تردد عالي قابل للاستخدام إل يو إف (LUF)
تردد الإرسال الأمثل إف أو تي (FOT)
ينخفض الحد الأقصى للتردد القابل للاستخدام بانتظام إلى أقل من 10 ميجاهرتز في الظلام خلال أشهر الشتاء، بينما في الصيف أثناء النهار يمكن أن يتجاوز بسهولة 30 ميجاهرتز. يعتمد ذلك على زاوية السقوط للأمواج، يكون أدنى مستوى عندما تُوجه الموجات إلى الأعلى مباشرةً، ويكون أعلى مع الزوايا الأقل حدة للموجه. هذا يعني أنه عند الإرسال لمسافات أطول، الذي تلامس فيه الأمواج الغلاف المتأين بزاوية حادة للغاية، قد يكون أقصى تردد قابل للاستخدام إم يو إف أعلى بكثير. يعتمد أدنى تردد قابل للاستخدام على الامتصاص في الطبقة السفلية من الغلاف المتأين (الطبقة-دي). هذا الامتصاص أقوى عند الترددات المنخفضة وهو أقوى أيضًا مع زيادة النشاط الشمسي (على سبيل المثال في ضوء النهار)، غالبًا ما يحدث الامتصاص الكلي عند ترددات أقل من 5 ميجاهرتز خلال النهار. نتيجة هذين العاملين هي أن الطيف القابل للاستخدام يتحول نحو الترددات المنخفضة وإلى نطاق التردد المتوسط (MF) خلال ليالي الشتاء، بينما في يوم أثناء صيف كامل، تميل الترددات الأعلى إلى أن تكون أكثر قابلية للاستخدام، غالبًا الترددات المنخفضة من نطاق في إيتش إف.